# Jožef Kocuvan
Jožef Kocuvan, slovenski politik, poslanec in ekonomist, * 13. december 1953.

## Življenjepis
Leta 1992 je bil izvoljen v 1. državni zbor Republike Slovenije; v tem mandatu je bil član naslednjih delovnih teles:
- Odbor za gospodarstvo,
- Odbor za nadzor proračuna in drugih javnih financ,
- Odbor za kulturo, šolstvo in šport,
- Odbor za finance in kreditno-monetarno politiko (od 25. julija 1996) in
- Preiskovalna komisija o domnevnem škodljivem, nedopustnem in nezakonitem ter neustavnem delovanju in poslovanju Izvršnega sveta Skupščine mesta Ljubljana, izvršnih svetov Skupščin občin Postojna, Trbovlje in Izola ter vseh tistih izvršnih svetov skupščin občin, pri katerih delovanju so bile s strani Službe družbenega knjigovodstva ali drugih pristojnih državnih organov ugotovljene nepravilnosti in nezakonitosti, ter o sumu zlorabe pooblastil nekaterih javnih funkcionarjev in drugih tovrstnih nepravilnosti.